# Langenbach (Gemeinde Waldhausen)
Langenbach ist ein Ortsteil der Marktgemeinde Waldhausen im Strudengau in Oberösterreich.
Als Teil der Ortschaft Sattlgai, einer Streusiedlung westlich von Waldhausen, befindet sich Langenbach knapp südlich an der Landesstraße L1438, die hier nach Süden abbiegt und aus der die Landesstraße L1436 abzweigt, die Waldhausen mit der Greiner Straße verbindet. Östlich durch Langenbach fließt der Dimbach. In Langenbach beginnt auf 422 m ü. A. die 6,2 km lange Wadiloipe rot des Langlaufgebietes Waldhausen.